# Anlezy
Anlezy település Franciaországban, Nièvre megyében. Lakosainak száma 241 fő (2022. január 1.). Anlezy Frasnay-Reugny, Ville-Langy, Cizely, Fertrève és Saint-Benin-d’Azy községekkel határos.

## Népesség
A település népességének változása:
| Lakosok száma | 271  | 256  | 260  | 246  | 246  | 244  | 242  | 242  | 241  |
|               | 2013 | 2015 | 2016 | 2017 | 2018 | 2019 | 2020 | 2021 | 2022 |